# Rudinka
Rudinka (hongrois : Kisrudas) est un village de Slovaquie situé dans la région de Žilina.

## Histoire
La première mention écrite du village date de 1506.

## Démographie

### Évolution de la population
| Année:               | 1994. | 2004.   | 2014.   | 2024.   |
| -------------------- | ----- | ------- | ------- | ------- |
| Nombre de personnes: | 385   | 391     | 394     | 419     |
| Différence:          |       | +1,55 % | +0,76 % | +6,34 % |

| Année:               | 2023. | 2024.   |
| -------------------- | ----- | ------- |
| Nombre de personnes: | 402   | 419     |
| Différence:          |       | +4,22 % |